# マット・デニス
マット・デニス（Matt Dennis）ことマシュー・ラブランド・デニス（Matthew Loveland Dennis、1914年2月11日–2002年6月21日）は、アメリカ合衆国のポピュラー音楽の歌手、ピアニスト、バンドリーダー、編曲家、作曲家。

## 略歴
マット・デニスはアメリカ合衆国ワシントン州シアトル生まれ。母はヴァイオリン奏者、父は歌手というヴォードヴィル稼業の家庭に生まれ、早くから音楽に親しんだ。1933年にホレス・ハイトのオーケストラにヴォーカリスト兼ピアニストとして参加。やがてディック・ヘイムズをヴォーカリストに迎えて自身のバンドを結成。マーサ・ティルトンの歌唱指導、編曲家、伴奏者を務めた。また、新しく結成されたヴォーカル・グループのスタッフォード・シスターズとも活動し、その一人、ジョー・スタッフォードが1940年にトミー・ドーシーのバンドに参加した縁でデニスも作編曲者としてドーシーに雇われることとなった。フランク・シナトラの初期のヒット曲となる「エヴリシング・ハプンズ・トゥ・ミー」を含め、1年間で14曲がドーシーのバンドで録音される多作ぶりを発揮した。
第2次世界大戦中にアメリカ合衆国空軍で4年間従軍した後、旧友のディック・ヘイムズが担当するラジオ番組の音楽監督を務めて作編曲に復帰した。へイムズの番組のためには作詞家のトム・アデアと組んで作曲をした。1955年にはNBCテレビで自身の番組を持ち司会を務めた。
デニスは6枚のアルバムを制作した。長らく廃盤だったが、1953年の作品「エンジェル・アイズ」（アール・ブレント作詞）は頻繁に録音されジャズのスタンダードとなった。ほかに「ウィル・ユー・スティル・ビー・マイン」はマイルス・デイヴィスとソニー・ロリンズが取り上げている。ピアニストのデイヴ・ブルーベックはアルバムの全曲をデニスの作品で固めた『エンジェル・アイズ』を1965年に発表している。
2012年にはジャスミン・レコードが『ウェルカム・マット』として4作品を再発した。
デニスは2002年6月21日にカリフォルニア州リヴァーサイドで没した。享年88。

## 作曲した楽曲
- エンジェル・アイズ "Angel Eyes"
- "Compared to You"
- "Everything Happens to Me"
- "It Wasn't the Stars"
- "Junior and Julie"
- "Let's Get Away from It All"
- "Little Man with a Candy Cigar"
- "Love Turns Winter to Spring"
- "Show Me the Way to Get Out of This World"
- "The Night We Called It a Day"
- コートにすみれを "Violets for Your Furs"
- "Will You Still Be Mine"